# Біатлон на зимовій Універсіаді 2013
Змагання з біатлону в рамках зимової Універсіади 2013 року проходили з 13 по 20 грудня. Було разіграно 9 комплектів нагород.

## Результати

### Чоловіки
| Дисципліна                                  | Золото                   | Золото  | Срібло                      | Срібло  | Бронза                     | Бронза  |
| ------------------------------------------- | ------------------------ | ------- | --------------------------- | ------- | -------------------------- | ------- |
| 10 км спринт Фінішний протокол              | Міланко Петрович Сербія  | 25:29.5 | Віталій Кільчицький Україна | 25:33.0 | Дмитро Підручний Україна   | 25:38.2 |
| 12,5 км персьют Фінішний протокол           | Олександр Печонкін Росія | 35:09.9 | Сергій Клячин Росія         | 35:10.3 | Олексій Альмуков Австралія | 35:10.7 |
| 15 км мас-старт Фінішний протокол           | Дмитро Підручний Україна | 39:00.8 | Томаш Крупчик Чехія         | 39:29.2 | Дмитро Єлхін Росія         | 39:31.3 |
| 20 км індивідуальна гонка Фінішний протокол | Сергій Клячин Росія      | 51:56.7 | Олександр Мінгальов Росія   | 53:28.0 | Міланко Петрович Сербія    | 53:36.1 |

### Жінки
| Дисципліна                                   | Золото                            | Золото  | Срібло                            | Срібло  | Бронза                  | Бронза  |
| -------------------------------------------- | --------------------------------- | ------- | --------------------------------- | ------- | ----------------------- | ------- |
| 7,5 км спринт Фінішний протокол              | Вероніка Новаковска-Зємняк Польща | 22:44.8 | Моніка Гойніш Польща              | 22:55.4 | Тетяна Семенова Росія   | 23:31.2 |
| 10 км персьют Фінішний протокол              | Вероніка Новаковска-Зємняк Польща | 33:05.6 | Моніка Гойніш Польща              | 33:31.7 | Тетяна Семенова Росія   | 33:46.3 |
| 12,5 км мас-старт Фінішний протокол          | Їтка Ландова Чехія                | 38:41.8 | Вероніка Новаковска-Зємняк Польща | 38:42.0 | Ірина Варвинець Україна | 39:37.8 |
| 15 км індивідуальная гонка Фінішний протокол | Наталія Прекопова Словаччина      | 47:38.9 | Вероніка Новаковска-Зємняк Польща | 47:53.5 | Їтка Ландова Чехія      | 48:00.2 |

### Змішана естафета
| Дисципліна                                   | Золото                                                                  | Золото    | Срібло                                                                  | Срібло    | Бронза                                                    | Бронза    |
| -------------------------------------------- | ----------------------------------------------------------------------- | --------- | ----------------------------------------------------------------------- | --------- | --------------------------------------------------------- | --------- |
| Естафета 2×6 км + 2×7,5 км Финишный протокол | Росія Лариса Кузнєцова Тетяна Семенова Сергій Клячин Олександр Печонкін | 1:18:25.6 | Україна Ірина Варвинець Яна Бондар Віталій Кільчицький Дмитро Підручний | 1:19:54.5 | Чехія Їтка Ландова Кристина Черна Міхал Зак Томаш Крупчик | 1:20:58.2 |

## Медальний залік
| Місце | Країна     |   |   |   | Всього |
| ----- | ---------- | - | - | - | ------ |
| 1     | Росія      | 3 | 2 | 3 | 8      |
| 2     | Польща     | 2 | 4 | 0 | 6      |
| 3     | Україна    | 1 | 2 | 2 | 5      |
| 4     | Чехія      | 1 | 1 | 2 | 4      |
| 5     | Сербія     | 1 | 0 | 1 | 2      |
| 6     | Словаччина | 1 | 0 | 0 | 1      |
| 7     | Австралія  | 0 | 0 | 1 | 1      |